# Mistrovství Evropy v judu 2016 – muži – polostřední váha (-81 kg)
Zápasy v judu na mistrovství Evropy v kategorii polostředních vah mužů proběhly v Kazani, 22. dubna 2016.

## Finále
| finále              |                     |
| ------------------- | ------------------- |
| Avtandil Črikišvili | Chasan Chalmurzajev |
| Chasan Chalmurzajev | Chasan Chalmurzajev |

## Opravy / O bronz
Poražení čtvrtfinalisté se utkávají mezi sebou v opravách. Vítězové oprav následně vyzvou poražené semifinalisty v boji o bronzovou medaili.
| opravy           | o bronz          |               |
| ---------------- | ---------------- | ------------- |
| Valeriu Duminica | Valeriu Duminica | Ivajlo Ivanov |
| Jaromír Musil    | Valeriu Duminica | Ivajlo Ivanov |
|                  | Ivajlo Ivanov    | Ivajlo Ivanov |
| Joachim Bottieau | Frank De Wit     | Robin Pacek   |
| Frank De Wit     | Frank De Wit     | Robin Pacek   |
|                  | Robin Pacek      | Robin Pacek   |

## Pavouk
|   | 1/64                  | 1/32                 | 1/16                | čtvrtfinále         | semifinále          | finále              |
| - | --------------------- | -------------------- | ------------------- | ------------------- | ------------------- | ------------------- |
| A | volný los             | Avtandil Črikišvili  | Avtandil Črikišvili | Avtandil Črikišvili | Avtandil Črikišvili | Avtandil Črikišvili |
| A | volný los             | Avtandil Črikišvili  | Avtandil Črikišvili | Avtandil Črikišvili | Avtandil Črikišvili | Avtandil Črikišvili |
| A | volný los             | Marcel Ott           | Avtandil Črikišvili | Avtandil Črikišvili | Avtandil Črikišvili | Avtandil Črikišvili |
| A | volný los             | Marcel Ott           | Avtandil Črikišvili | Avtandil Črikišvili | Avtandil Črikišvili | Avtandil Črikišvili |
| A | volný los             | Emirhan Yucel        | Emirhan Yucel       | Avtandil Črikišvili | Avtandil Črikišvili | Avtandil Črikišvili |
| A | volný los             | Emirhan Yucel        | Emirhan Yucel       | Avtandil Črikišvili | Avtandil Črikišvili | Avtandil Črikišvili |
| A | volný los             | Andranik Čaparjan    | Emirhan Yucel       | Avtandil Črikišvili | Avtandil Črikišvili | Avtandil Črikišvili |
| A | volný los             | Andranik Čaparjan    | Emirhan Yucel       | Avtandil Črikišvili | Avtandil Črikišvili | Avtandil Črikišvili |
| A | volný los             | Alexander Wieczerzak | Srđan Mrvaljević    | Valeriu Duminica    | Avtandil Črikišvili | Avtandil Črikišvili |
| A | volný los             | Alexander Wieczerzak | Srđan Mrvaljević    | Valeriu Duminica    | Avtandil Črikišvili | Avtandil Črikišvili |
| A | volný los             | Srđan Mrvaljević     | Srđan Mrvaljević    | Valeriu Duminica    | Avtandil Črikišvili | Avtandil Črikišvili |
| A | volný los             | Srđan Mrvaljević     | Srđan Mrvaljević    | Valeriu Duminica    | Avtandil Črikišvili | Avtandil Črikišvili |
| A | volný los             | Adrian Nacimiento    | Valeriu Duminica    | Valeriu Duminica    | Avtandil Črikišvili | Avtandil Črikišvili |
| A | volný los             | Adrian Nacimiento    | Valeriu Duminica    | Valeriu Duminica    | Avtandil Črikišvili | Avtandil Črikišvili |
| A | Konstantin Ovčinnikov | Valeriu Duminica     | Valeriu Duminica    | Valeriu Duminica    | Avtandil Črikišvili | Avtandil Črikišvili |
| A | Valeriu Duminica      | Valeriu Duminica     | Valeriu Duminica    | Valeriu Duminica    | Avtandil Črikišvili | Avtandil Črikišvili |
| B | volný los             | Roman Mustopulos     | Łukasz Błach        | Jaromír Musil       | Robin Pacek         | Avtandil Črikišvili |
| B | volný los             | Roman Mustopulos     | Łukasz Błach        | Jaromír Musil       | Robin Pacek         | Avtandil Črikišvili |
| B | volný los             | Łukasz Błach         | Łukasz Błach        | Jaromír Musil       | Robin Pacek         | Avtandil Črikišvili |
| B | volný los             | Łukasz Błach         | Łukasz Błach        | Jaromír Musil       | Robin Pacek         | Avtandil Črikišvili |
| B | volný los             | Jaromír Musil        | Jaromír Musil       | Jaromír Musil       | Robin Pacek         | Avtandil Črikišvili |
| B | volný los             | Jaromír Musil        | Jaromír Musil       | Jaromír Musil       | Robin Pacek         | Avtandil Črikišvili |
| B | Alexandr Stěšenko     | Matúš Milichovský    | Jaromír Musil       | Jaromír Musil       | Robin Pacek         | Avtandil Črikišvili |
| B | Matúš Milichovský     | Matúš Milichovský    | Jaromír Musil       | Jaromír Musil       | Robin Pacek         | Avtandil Črikišvili |
| B | volný los             | Sven Maresch         | Sven Maresch        | Robin Pacek         | Robin Pacek         | Avtandil Črikišvili |
| B | volný los             | Sven Maresch         | Sven Maresch        | Robin Pacek         | Robin Pacek         | Avtandil Črikišvili |
| B | volný los             | Diogo Lima           | Sven Maresch        | Robin Pacek         | Robin Pacek         | Avtandil Črikišvili |
| B | volný los             | Diogo Lima           | Sven Maresch        | Robin Pacek         | Robin Pacek         | Avtandil Črikišvili |
| B | volný los             | Robin Pacek          | Robin Pacek         | Robin Pacek         | Robin Pacek         | Avtandil Črikišvili |
| B | volný los             | Robin Pacek          | Robin Pacek         | Robin Pacek         | Robin Pacek         | Avtandil Črikišvili |
| B | volný los             | Szabolcs Krizsán     | Robin Pacek         | Robin Pacek         | Robin Pacek         | Avtandil Črikišvili |
| B | volný los             | Szabolcs Krizsán     | Robin Pacek         | Robin Pacek         | Robin Pacek         | Avtandil Črikišvili |
| C | volný los             | Chasan Chalmurzajev  | Chasan Chalmurzajev | Chasan Chalmurzajev | Chasan Chalmurzajev | Chasan Chalmurzajev |
| C | volný los             | Chasan Chalmurzajev  | Chasan Chalmurzajev | Chasan Chalmurzajev | Chasan Chalmurzajev | Chasan Chalmurzajev |
| C | volný los             | Asaf Chen            | Chasan Chalmurzajev | Chasan Chalmurzajev | Chasan Chalmurzajev | Chasan Chalmurzajev |
| C | volný los             | Asaf Chen            | Chasan Chalmurzajev | Chasan Chalmurzajev | Chasan Chalmurzajev | Chasan Chalmurzajev |
| C | volný los             | Sveinbjörn Iura      | Jakub Kubieniec     | Chasan Chalmurzajev | Chasan Chalmurzajev | Chasan Chalmurzajev |
| C | volný los             | Sveinbjörn Iura      | Jakub Kubieniec     | Chasan Chalmurzajev | Chasan Chalmurzajev | Chasan Chalmurzajev |
| C | volný los             | Jakub Kubieniec      | Jakub Kubieniec     | Chasan Chalmurzajev | Chasan Chalmurzajev | Chasan Chalmurzajev |
| C | volný los             | Jakub Kubieniec      | Jakub Kubieniec     | Chasan Chalmurzajev | Chasan Chalmurzajev | Chasan Chalmurzajev |
| C | volný los             | Joachim Bottieau     | Joachim Bottieau    | Joachim Bottieau    | Chasan Chalmurzajev | Chasan Chalmurzajev |
| C | volný los             | Joachim Bottieau     | Joachim Bottieau    | Joachim Bottieau    | Chasan Chalmurzajev | Chasan Chalmurzajev |
| C | Alexis Danacidis      | Alexis Danacidis     | Joachim Bottieau    | Joachim Bottieau    | Chasan Chalmurzajev | Chasan Chalmurzajev |
| C | Rafael Davtjan        | Alexis Danacidis     | Joachim Bottieau    | Joachim Bottieau    | Chasan Chalmurzajev | Chasan Chalmurzajev |
| C | volný los             | Abdulhagg Rasullu    | Abdulhagg Rasullu   | Joachim Bottieau    | Chasan Chalmurzajev | Chasan Chalmurzajev |
| C | volný los             | Abdulhagg Rasullu    | Abdulhagg Rasullu   | Joachim Bottieau    | Chasan Chalmurzajev | Chasan Chalmurzajev |
| C | volný los             | Alain Schmitt        | Abdulhagg Rasullu   | Joachim Bottieau    | Chasan Chalmurzajev | Chasan Chalmurzajev |
| C | volný los             | Alain Schmitt        | Abdulhagg Rasullu   | Joachim Bottieau    | Chasan Chalmurzajev | Chasan Chalmurzajev |
| D | volný los             | Ivajlo Ivanov        | Ivajlo Ivanov       | Ivajlo Ivanov       | Ivajlo Ivanov       | Chasan Chalmurzajev |
| D | volný los             | Ivajlo Ivanov        | Ivajlo Ivanov       | Ivajlo Ivanov       | Ivajlo Ivanov       | Chasan Chalmurzajev |
| D | volný los             | Nicon Zaborosciuc    | Ivajlo Ivanov       | Ivajlo Ivanov       | Ivajlo Ivanov       | Chasan Chalmurzajev |
| D | volný los             | Nicon Zaborosciuc    | Ivajlo Ivanov       | Ivajlo Ivanov       | Ivajlo Ivanov       | Chasan Chalmurzajev |
| D | Nemanja Majdov        | Nemanja Majdov       | Carlos Lus          | Ivajlo Ivanov       | Ivajlo Ivanov       | Chasan Chalmurzajev |
| D | Ivan Petr             | Nemanja Majdov       | Carlos Lus          | Ivajlo Ivanov       | Ivajlo Ivanov       | Chasan Chalmurzajev |
| D | volný los             | Carlos Lus           | Carlos Lus          | Ivajlo Ivanov       | Ivajlo Ivanov       | Chasan Chalmurzajev |
| D | volný los             | Carlos Lus           | Carlos Lus          | Ivajlo Ivanov       | Ivajlo Ivanov       | Chasan Chalmurzajev |
| D | volný los             | László Csoknyai      | Owen Livesey        | Frank De Wit        | Ivajlo Ivanov       | Chasan Chalmurzajev |
| D | volný los             | László Csoknyai      | Owen Livesey        | Frank De Wit        | Ivajlo Ivanov       | Chasan Chalmurzajev |
| D | Antonio Ciano         | Owen Livesey         | Owen Livesey        | Frank De Wit        | Ivajlo Ivanov       | Chasan Chalmurzajev |
| D | Owen Livesey          | Owen Livesey         | Owen Livesey        | Frank De Wit        | Ivajlo Ivanov       | Chasan Chalmurzajev |
| D | volný los             | Cristian Bodirlau    | Frank De Wit        | Frank De Wit        | Ivajlo Ivanov       | Chasan Chalmurzajev |
| D | volný los             | Cristian Bodirlau    | Frank De Wit        | Frank De Wit        | Ivajlo Ivanov       | Chasan Chalmurzajev |
| D | volný los             | Frank De Wit         | Frank De Wit        | Frank De Wit        | Ivajlo Ivanov       | Chasan Chalmurzajev |
| D | volný los             | Frank De Wit         | Frank De Wit        | Frank De Wit        | Ivajlo Ivanov       | Chasan Chalmurzajev |